# Heiner Lauterbach
Pour les articles homonymes, voir Lauterbach.
Heiner Lauterbach, né le 10 avril 1953 à Cologne, Rhénanie-du-Nord-Westphalie, est un acteur allemand spécialisé dans le doublage.

## Biographie
Heiner Lauterbach a été marié à l'actrice allemande Katja Flint avec qui il a eu un fils, Oscar, en 1988. Plus tard, il a eu une relation avec l'actrice Jenny Elvers et s'est remarié en 2001 avec Viktoria Skaf avec laquelle il a deux enfants, Maya et Vito.
Dans les années 1980, il commence une carrière cinématographique et dans des séries télévisées telles que Tatort, Un cas pour deux, Derrick ou Euroflics et en 1994, il tient le rôle principal dans la série Faust (de).
Il est la voix allemande attitrée de plusieurs acteurs américains dont Richard Gere, Jack Nicholson, Christopher Reeve, Christopher Walken et Kevin Costner.

## Filmographie sélective
- 1978: Derrick: L'embuscade (Ein Hinterhalt): Hacker
- 1978: Le Renard: Boomerang (Bumerang): Le policier Wagner
- 1978: Le Renard: L’épouse du détenu (Die Sträflinsfrau): Le policier Wagner
- 1979: Derrick: Attentat contre Bruno (Anschlag auf Bruno): Mr Schraudolf
- 1981 : La Chartreuse de Parme (La Certosa di Parma), téléfilm de Mauro Bolognini : Comte Pietranera
- 1981: Le Renard: Non-lieu (Freispruch) : Le policier Wagner
- 1981: Le Renard: Jusqu’à la mort (Bis dass der Tod uns scheidet): Le policier Wagner
- 1984: Un cas pour deux: Le fauteur de troubles (Immer Arger mit Ado): Kluge
- 1986: Un cas pour deux: Famille je vous hais (Erben und Sterben 1 & 2): Axel Keppler
- 1986: Tatort: Haut les mains (Der Tausch): l’agent de la CIA
- 1986: Un cas pour deux: Compte à rebours (Coutndown): Jochen Hartwig
- 1987: Duett in Bonn (6 épisodes): Koslow
- 1990: Derrick: Alina Malikowa (Der Einzelgänger): Ingo Wolf
- 1991: Tatort: Wer zweimal stirbt: Georg/Hugo Zenker
- 1993: Tatort: Flucht nach Miami: Kampen
- 1993: Derrick: A cœur perdu (Geschlossene Wände): Rob Simon
- 1985: Mes deux hommes (en) de Doris Dörrie: Julius Armbrust
- 1988 à 1993: Euroflics (série télévisée, 16 épisodes): Le commissaire Thomas Dorn
- 1994 à 1997: Faust (de) (série télévisée, 24 épisodes): Le commissaire Oskar Faust
- 1997: Tatort: Mord hinterm Deich: Hanno Dehart
- 1999: Illumination garantie (Erleuchtung garantiert) de Doris Dörrie: Heiner
- 2000: Marlene de Joseph Vilsmaier: Erich Pommer
- 2001: L'Expérience (Das Experiment) d'Oliver Hirschbiegel: Dennis
- 2002: Die Affäre Semmeling (6 épisodes): Friedrich Asmus
- 2006: Au cœur de la tempête (Die Sturmflut) (téléfilm): Alexander Claussen
- 2007: Le Bonheur au bout du monde (Das Glück am anderen Ende der Welt) (téléfilm): Wolf Holländer
- 2007: Mitten im Leben (9 épisodes): Axel Krüger
- 2009: La Colère du volcan (Vulkan) (téléfilm): Gerhard Maug
- 2012: Schutzengel de Til Schweiger: Thomas Backer
- 2013: Stalingrad (Сталинград) de Fiodor Bondartchouk: Oberstleutnant Henze
- 2013: Le Renard: On ne change pas le passé (Gestern ist nie vorbei) : Andreas Kroesinger
- 2015-2018: Tannbach (6 épisodes): Georg von Striesow
- 2016: Willkommen bei den Hartmanns de Simon Verhoeven: Dr. Richard Hartmann
- 2019 : L'Affaire Collini

## Distinctions
- 1986 : Le Deutscher Filmpreis
- 1997 : Le Bambi[2]
- 1997 : Le Prix du film bavarois (Bayerischer Filmpreis)
- 1998 : Le Prix de l'acteur de l'Académie Allemande des Arts du Spectacle
- 1998 : Le Prix de la télévision bavaroise (Bayerischer Fernsehpreis)
- 2004 : Le prix des médias La Plume d’Or (Goldene Feder) catégorie meilleur acteur
- 2011 : Le prix du cinéma hessois (Ehrenpreis des Hessischen Ministerpräsidenten) pour réalisations exceptionnelles dans le domaine du cinéma et de la télévision
- 2014 : Pianiste de l’année décerné par le Bundesverband Klavier
- 2016 : Médaille de l’État bavarois (Bayerische Staatsmedaille) pour son engagement social
- 2018 : L’Askania Award, catégorie meilleur acteur[3]